# Diastole matafaoi
Diastole matafaoi је пуж из реда Stylommatophora и фамилије Helicarionidae.

## Угроженост
Ова врста је изумрла, што значи да нису познати живи примерци.

## Распрострањење
Врста је пре изумирања била присутна у Америчкој Самои.